# Glarus (gemeente)
Glarus (Zwitserduits en Frans: Glaris; Italiaans: Glarona; Reto-Romaans: Glaruna) is een gemeente in het Zwitserse kanton Glarus.
Glarus telt 12.422 inwoners.

## Geschiedenis
De gemeente is op 1 januari 2011 ontstaan door de fusie van de toenmalige zelfstandige gemeenten Ennenda, Glarus, Netstal en Riedern.

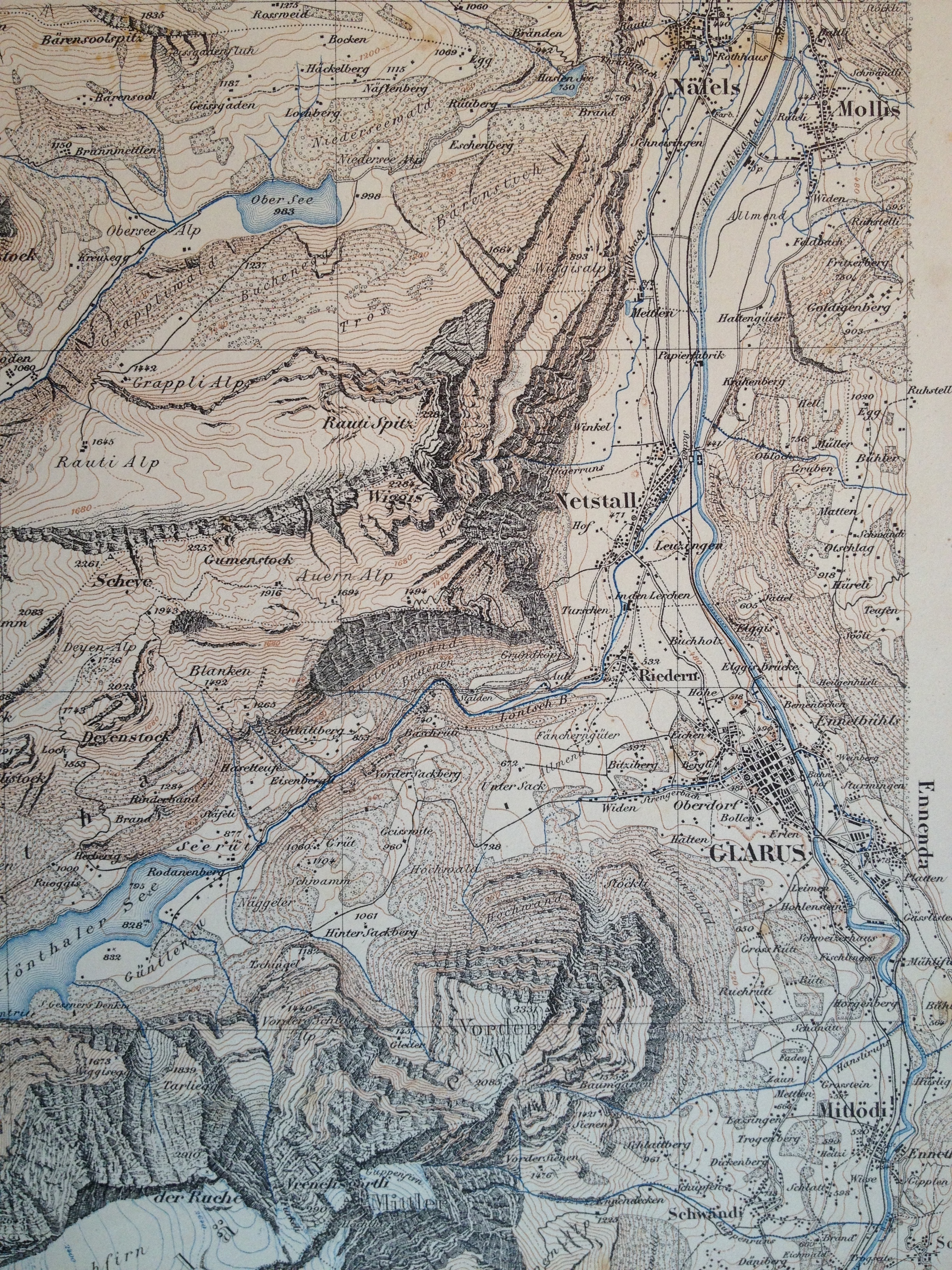
Fragment van Blad 263 "Glarus" uit de Topografische Atlas van Zwitserland - alias Siegfried-Atlas - 1e druk 1879, lithografie door Rudolf Leuzinger

## Geboren
- Fridolin Paravicini (1742-1802), militair
- Frieda Gallati (1876-1955), historica

## Overleden
- Frieda Gallati (1876-1955), historica

- Bibliothèque nationale de France: cb15307139c (data)
- Gemeinsame Normdatei: 4021139-3
- Historisch woordenboek van Zwitserland: 000766
- Library of Congress Control Number: n84067638
- MusicBrainz: 05150123-f5ef-42bf-9e58-56c67937733b
- Nationale Bibliotheek van Tsjechië: ge1096980
- Nationale Bibliotheek van Israël: 987007562386705171
- Virtual International Authority File: 170356636
- WorldCat: E39PCjtvyMxF9HGpGbjCgVVjYP

Glarus Nord · Glarus · Glarus Süd